# Robert Emmet
Robert Emmet (4 de março de 1778 - 20 de setembro de 1803) foi um republicano irlandês, orador e líder rebelde. Após a supressão da revolta dos Irlandeses Unidos em 1798, ele procurou organizar uma tentativa renovada de derrubar a Coroa Britânica e a Ascendência Protestante na Irlanda e estabelecer um governo nacionalmente representativo. Emmet alimentou, mas acabou abandonando, as esperanças de assistência francesa imediata e de coordenação com militantes radicais na Grã-Bretanha. Na Irlanda, muitos dos veteranos sobreviventes de 1898 hesitaram em dar seu apoio, e sua ascensão em Dublin em 1803 foi um fracasso.
A Proclamação do Governo Provisório de Emmet ao Povo da Irlanda, seu Discurso da Doca e seu fim "sacrificial" na forca inspiraram gerações posteriores de republicanos irlandeses. Patrick Pearse, que em 1916 foi novamente para proclamar um governo provisório em Dublin, declarou a tentativa de Emmet "não um fracasso, mas um triunfo para aquela coisa imortal que chamamos de nacionalidade irlandesa".